# رنان آلوز
رنان آلوز (انگلیسی: Renan Alves؛ زادهٔ ۱۷ دسامبر ۱۹۹۲) بازیکن فوتبال اهل برزیل است.
از باشگاه‌هایی که در آن بازی کرده‌است می‌توان به باشگاه فوتبال ژیل ویسنته اشاره کرد.